# Kinuyo Yamashita
Kinuyo Yamashita (山下 絹代, Yamashita Kinuyo) is een Japans geluidsproducent en componiste van computerspelmuziek. Ze is vooral bekend vanwege de muziek die ze schreef voor Konami's Castlevania-serie. Dit was haar debuutwerk. In de NES-versie van het spel werd zij vernoemd onder het pseudoniem James Banana. Dit was een referentie naar James Bernard, de filmcomponist van de film Dracula uit 1958.

## Biografie
Yamashita werd geboren in Amagasaki (Japan). Ze begon piano te spelen op 4-jarige leeftijd. In 1986 studeerde ze af als elektrisch ingenieur aan de Electro-Communication University te Osaka. Daarna ging ze aan de slag bij Konami. Later bouwde ze een carrière op als freelance-componist. In 2010 verhuisde ze naar de Verenigde Staten, waar ze in Montague Township (New Jersey) woont.

## Carrière
In 1986 componeerde Yamashita haar eerste soundtrack. Dit was voor het computerspel Castlevania. Hierbij diende ze rekening te houden met strenge limitaties vanwege de hardware waarvoor het spel gemaakt werd. Het spel bleek een groot succes. Daarna componeerde Yamashita voor verscheidene andere spelen van Konami, waaronder Esper Dream, Arumana no Kiseki, Stinger, The Maze of Galious, Knightmare III: Shalom en Parodius. Ze maakte deel uit van de oorspronkelijke Konami Kukeiha Club. In 1989 verliet ze Konami om als freelancer aan de slag te gaan.
Als freelance componiste schreef Yamashita muziek voor games als Mega Man X3. Ze componeerde ook voor verscheidene spellen van Natsume, waaronder Power Blade, de Medabot-reeks, Zen-Nippon Pro Wrestling, Bass Masters Classic (Game Boy Color), Power Rangers: Lightspeed Rescue (GBC), WWF Wrestlemania 2000 (GBC), en anderen. Na 2000 werkte ze aan projecten als Buffy the Vampire Slayer: Wrath of the Darkhul King (Game Boy Advance), Croc 2 (GBC), Monsters, Inc. (GBA), WWF Road to WrestleMania (GBA), Power Rangers: Dino Thunder (GBA), Keitai Denjū Telefang (GBC) en andere spellen in het Medabot-franchise.
Van 1991 tot en met 1995 was Yamashita deel van een duo ensemble genaamd Honey Honey, welke live covers van Amerikaanse popmuziek en jazz bracht. Ze speelde er piano en altsaxofoon en verzorgde de achtergrondzang. Ze componeerde ook verscheidene J-Pop liedjes voor Japanse artiesten onder het label Rocketeers en maakte R&B-nummers voor Amerikaanse muzikanten.
In 2009 werkte Yamashita mee aan de arrangementen voor het nummer Stage 4 van de Japanse Dodonpachi Dai-Ō-Jō remix CD. Ook componeerde ze een nummer voor het Wii spel Walk It Out. In 2009 werd Yamashita uitgenodigd als gast op het Video Games Live concert te Tokio. Ze verscheen er op het podium na een uitvoering van Castlevania, dat geproduceerd was door Tommy Tallarico. In 2010 en 2011 werd ze opnieuw uitgenodigd en speelde ze samen met orkesten Castlevania Rock op locaties als NJPAC in New Jersey, het Tilles Center in New York en het Nokia Theatre L.A. Live in Los Angeles.

## Oeuvre
| Jaar | Titel                                                                                              | Rol                                            | Medewerker(s)                                                          |
| ---- | -------------------------------------------------------------------------------------------------- | ---------------------------------------------- | ---------------------------------------------------------------------- |
| 1986 | Castlevania                                                                                        | compositie                                     | Satoe Terashima                                                        |
| 1986 | King Kong 2: Ikari no Megaton Punch                                                                | compositie                                     | Shinya Sakamoto, Satoe Terashima en Kiyohiro Sada                      |
| 1987 | Hi no Tori Hououhen: Gaou no Bouken                                                                | compositie                                     | Iku Mizutani en Hidenori Maezawa                                       |
| 1987 | Esper Dream                                                                                        | compositie/geluidseffecten/geluidsprogrammatie |                                                                        |
| 1987 | Arumana no Kiseki                                                                                  | compositie/geluidseffecten/geluidsprogrammatie |                                                                        |
| 1987 | The Maze of Galious                                                                                | compositie                                     | Hidenori Maezawa, Shinya Sakamoto, Atsushi Fujio en Kiyohiro Sada      |
| 1987 | Nemesis 2                                                                                          | compositie/arrangement                         | Motoaki Furukawa en Masahiro Ikariko                                   |
| 1987 | Usas                                                                                               | compositie                                     |                                                                        |
| 1988 | King's Valley II                                                                                   | compositie/arrangement                         | Kazuhiko Uehara, Masahiro Ikariko, Michiru Yamane, en Motoaki Furukawa |
| 1988 | Parodius (MSX)                                                                                     | compositie                                     |                                                                        |
| 1988 | Konami no Uranai Sensation                                                                         | compositie                                     |                                                                        |
| 1988 | Snatcher (MSX)                                                                                     | geluidseffecten/redactie                       | met vele anderen                                                       |
| 1991 | Power Blade                                                                                        | compositie                                     |                                                                        |
| 1991 | Hana Taaka Daka!?                                                                                  | compositie                                     |                                                                        |
| 1992 | Power Blade 2                                                                                      | compositie                                     |                                                                        |
| 1993 | Ghost Sweeper Mikami: Joreishi ha Nice Body                                                        | compositie                                     |                                                                        |
| 1993 | Zen-Nippon Pro Wrestling                                                                           | compositie                                     | Iku Mizutani en Hiroyuki Iwatsuki                                      |
| 1994 | Pocky & Rocky 2                                                                                    | compositie                                     | Hiroyuki Iwatsuki, Haruo Ohashi en Asuka Yamao                         |
| 1994 | Zen-Nippon Pro Wrestling: Fight da Pon!                                                            | compositie                                     | Iku Mizutani en Shinya Kurahashi                                       |
| 1994 | Natsume Championship Wrestling                                                                     | compositie                                     | Iku Mizutani en Hiroyuki Iwatsuki                                      |
| 1994 | Mighty Morphin Power Rangers (SNES)                                                                | compositie                                     | Iku Mizutani                                                           |
| 1994 | Fishing to Bassing                                                                                 | compositie                                     | Iku Mizutani                                                           |
| 1994 | Mega Man: The Wily Wars                                                                            | compositie/arrangement                         |                                                                        |
| 1995 | Mark Davis' The Fishing Master                                                                     | compositie                                     | Iku Mizutani                                                           |
| 1995 | Zen-Nippon Pro Wrestling 2                                                                         | compositie                                     | Iku Mizutani, Hiroyuki Iwatsuki, en Haruo Ohashi                       |
| 1995 | Heian Fuuunden                                                                                     | compositie                                     | Iku Mizutani                                                           |
| 1995 | Mega Man X3                                                                                        | compositie/arrangement                         |                                                                        |
| 1997 | Casper (SFC Japanse versie)                                                                        | compositie                                     | Iku Mizutani                                                           |
| 1997 | Medarot                                                                                            | compositie                                     |                                                                        |
| 1998 | Kindaichi Shounen no Jikenbou: Jigoku Yuuen Satsujin Jiken                                         | compositie                                     |                                                                        |
| 1998 | Digital Figure Iina                                                                                | compositie                                     | Iku Mizutani                                                           |
| 1998 | Dragon Dance                                                                                       | compositie                                     | Iku Mizutani                                                           |
| 1998 | Big Mountain 2000                                                                                  | compositie                                     |                                                                        |
| 1999 | Medarot 2                                                                                          | compositie                                     | Iku Mizutani                                                           |
| 1999 | Bass Masters Classic (GBC)                                                                         | compositie                                     |                                                                        |
| 2000 | Medarot 3                                                                                          | compositie                                     |                                                                        |
| 2000 | Keitai Denjuu Telefang                                                                             | compositie                                     |                                                                        |
| 2000 | Sylvania Melodies: Mori no Nakama to Odori Mashi!                                                  | compositie                                     |                                                                        |
| 2001 | Croc 2 (GBC)                                                                                       | compositie                                     | Iku Mizutani                                                           |
| 2001 | Medarot 4                                                                                          | compositie                                     |                                                                        |
| 2001 | Medarot 5                                                                                          | compositie                                     |                                                                        |
| 2001 | Disney/Pixar Monsters, Inc.                                                                        | compositie                                     | Iku Mizutani en Tetsuari Watanabe                                      |
| 2002 | Medarot G                                                                                          | compositie                                     |                                                                        |
| 2003 | Medarot Nii Core                                                                                   | compositie                                     |                                                                        |
| 2003 | Buffy the Vampire Slayer: Wrath of the Darkhul King                                                | compositie                                     | Iku Mizutani en Tetsuari Watanabe                                      |
| 2003 | Medabots Infinity                                                                                  | compositie                                     |                                                                        |
| 2004 | Cinnamon: Yume no Daibouken                                                                        | compositie                                     |                                                                        |
| 2004 | Shinkata Medarot                                                                                   | compositie                                     |                                                                        |
| 2007 | Hello Kitty no Gotouchi Collection: Koi no DokiDoki Trouble                                        | compositie                                     |                                                                        |
| 2007 | Cinnamon Ball: Kurukuru Sweets Paradise                                                            | compositie                                     |                                                                        |
| 2007 | Kikansha Thomas: Kokugo Sansuu Eigo                                                                | compositie                                     |                                                                        |
| 2007 | Osumitsuki Series: Shokusai Roman Katei de Dekiru! Choumeijin - Yumei Ryourinin no Original Recipe | compositie                                     |                                                                        |
| 2007 | Katei no Igaku: DS de Kitaeru Shokuzai Kenkou Training                                             | compositie                                     |                                                                        |
| 2008 | Akagawa Jirou Mystery: Yasoukyoku                                                                  | compositie                                     |                                                                        |
| 2008 | Shugo Chara! Mittsu no Tamagoto Koisuru Joker                                                      | compositie                                     |                                                                        |
| 2008 | Yokojiku de Manabu Sekai no Rekishi: Yoko-Gaku DS                                                  | compositie                                     |                                                                        |
| 2008 | Kikansha Thomas DS 2: Asonde Manabu DS Youchien                                                    | compositie                                     |                                                                        |
| 2009 | Kisou Ryouhei Gunhound                                                                             | compositie                                     |                                                                        |
| 2010 | Walk It Out                                                                                        | compositie                                     |                                                                        |
| 2010 | Mr. Balloon's Wonderful Trip                                                                       | geluidseffecten/stem                           |                                                                        |